# Kōta Ibushi
Kōta Ibushi (jap. 飯伏幸太 Ibushi Kōta; ur. 21 maja 1982 w Airze) – japoński wrestler, członek tag teamu Golden Lovers.

## Kariera wrestlerska

### Dramatic Dream Team (2009–2014)
Debiutował 1 lipca 2004 w organizacji Dramatic Dream Team (DDT). 23 października 2005 zdobył swoje pierwsze mistrzostwo, KO-D Tag Team Championship, które dzielił z Daichi Kakimoto.
W 2008, zafascynowany jego talentem, Kenny Omega wyzwał go na pojedynek, deklarując, że ta walka jest ich przeznaczeniem. Pojedynek odbył się 6 sierpnia 2008. Była to walka typu Two-out-of-three falls match i Hardcore match. Starcie, które zaczęło się w ringu, przeniosło się na parking i do pobliskich magazynów. Ostatecznie zwyciężył Ibushi, zeskakując na przeciwnika i wykonując swój cios wykańczający Phoenix Splash z automatu sprzedażowego. Obaj wrestlerzy zadeklarowali po walce, że czują się sobie bliscy i chcą utworzyć tag team. DDT zaproponowało im, by nazwali drużynę The Golden Brothers (z ang. Złoci Bracia), ale obaj zawodnicy oświadczyli, że wolą nazwę The Golden Lovers (z ang. Złoci Kochankowie), która była zapisywana jako Golden Lovers.
Oficjalnie tag team został utworzony pod nazwą Golden Lovers w styczniu 2009. Duet ten charakteryzował się zachowaniem utożsamianym z okazywaniem sobie czułości i szacunku. W czasie walki ich ruchy były zsynchronizowane. Zachowanie obu wrestlerów w ringu miało zdaniem części obserwatorów homoseksualny podtekst, jednak Kenny Omega zapytany czy Golden Lovers są gejami, odpowiedział Pozwólmy ludziom myśleć co zechcą.
Między 2009, a 2014 Golden Lovers w Dramatic Dream Team dwukrotnie zdobyli mistrzostwo KO-D Tag Team Championship i dwukrotnie KO-D Six Man Tag Team Championship (jeden raz wspólnie z Daisuke Sasaki i jeden raz wspólnie z Gotą Ihashi), a w New Japan Pro-Wrestling zdobyli IWGP Junior Heavyweight Tag Team Championship.
Z czasem Kōta Ibushi zaczął odnosić większe indywidualne sukcesy we wrestlingu, niż Kenny Omega, co wywołało zazdrość u jego partnera. Między innymi dwukrotnie zdobył KO-D Openweight Championship i IWGP Junior Heavyweight Championship. Gdy Omega wygrał turniej King of DDT, ponownie wyzwał swojego partnera na pojedynek, tym razem o należące do Ibushiego mistrzostwo KO-D Openweight. Walka odbyła się 18 sierpnia 2012 i ponownie zwyciężył Ibushi.

### Dramatic Dream Team i New Japan Pro-Wrestling (2013–2015)

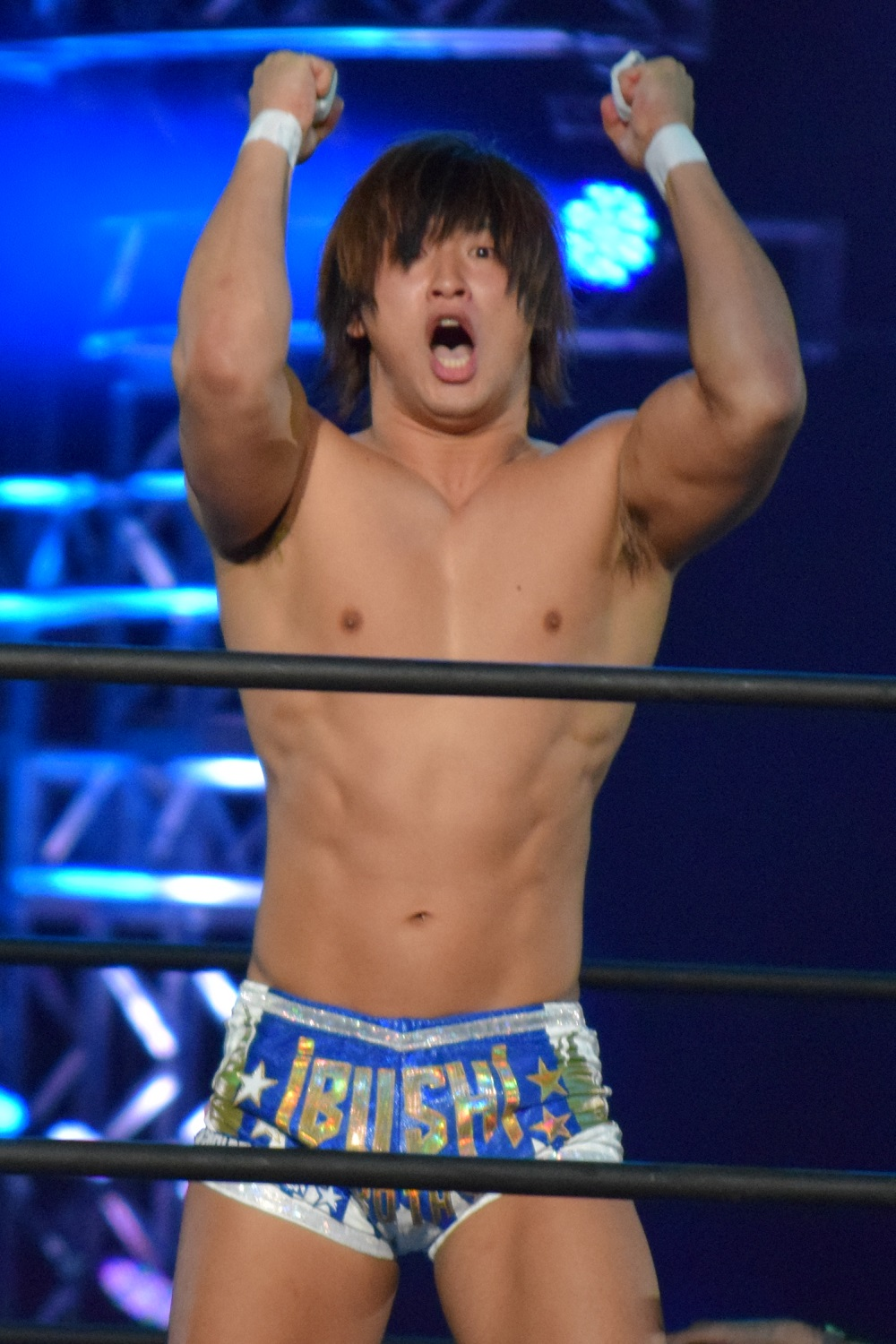
Kōta Ibushi w 2015

W październiku 2013 Kōta Ibushi podpisał kontrakt na pełny etat zarówno z DDT, jak i z NJPW i awansował do klasy ciężkiej (według japońskiego systemu wrestlerskiego). W październiku 2014 Golden Lovers stoczyli ostatnią, jak wówczas myśleli, walkę jako drużyna. Omega podpisał kontrakt tylko z NJPW i pozostał w klasie juniorskiej.
5 kwietnia 2015 Ibushi stoczył walkę o najwyższe mistrzostwo w New Japan Pro-Wrestling, IWGP Heavyweight Championship przeciwko panującemu wówczas A.J. Stylesowi, który był liderem Bullet Clubu, stajni złożonej z amerykańskich wrestlerów, gardzących Japonią i japońskimi fanami. W walkę interweniował najnowszy członek Bullet Clubu Kenny Omega, który pomógł wygrać liderowi swojej drużyny.

### Wolny agent (2015–2017)
2 listopada 2015 ogłoszono, że Ibushi cierpi na przepuklinę dysku szyjnego i pozostanie niedyspozycyjny do kolejnego roku. W lutym Ibushi rozwiązał umowę z New Japan Pro-Wrestling. Od tego czasu walczył w różnych organizacjach jako wolny agent. Uczestniczył między innymi w turnieju WWE Cruiserweight Classic. Niejednokrotnie miał na ubraniach wizerunki pojedynczego skrzydła, co było odniesieniem do finishera Kennego Omegi, One Winged Angel (z ang. Anioł z jednym skrzydłem).

### Powrót do New Japan Pro-Wrestling (od 2017)
W 2017 Kōta Ibushi zapowiedział swój udział w turnieju NJPW G1 Climax. Wyraził nadzieję, że jeśli wygra turniej, Omega wróci do niego. Zadeklarował też wolę zmierzenia się z Omegą w finale, a także obawę, że ich walka może skończyć się śmiercią ich obu. Ibushi nie dotarł do finału, w przeciwieństwie do Omegi. W finale 13 sierpnia Omega zmierzył się z Tetsuya Naito i przegrał. Na zapleczu spotkał Ibushieg. Była to ich pierwsza interakcja od 2015. Trwała ona krótko i nie padły żadne słowa. W tym czasie Kenny Omega był liderem frakcji Bullet Club i odniósł liczne sukcesy indywidualne, w tym zdobycie mistrzostwa IWGP Heavyweight Championship i wygrana w turnieju G1 Climax w 2016.
4 stycznia 2018 Cody Rhodes przegrał walkę przeciwko Kōta Ibushiemu na gali Wrestle Kingdom 12. Następnego dnia członkowie Bullet Club – Chase Owens, Cody Rhodes, Leo Tonga, Marty Scurll i Yujiro Takahashi – pokonali w walce 5 na 5 drużynę, w skład której wchodzili David Finlay, Juice Robinson, Kōta Ibushi, Kushida i Ryusuke Taguchi. Po wygranym pojedynku, Bullet Club zaatakował drużynę przeciwną, a Kenny Omega przybył, aby pomóc swojemu byłemu partnerowi Ibushiemu. Coraz więcej członków Bullet Club było przeciwko Omedze. W końcu Rhodes wykorzystał jego nieuwagę, by zaatakować go krzesłem, ale wtedy na ratunek przybył Kōta Ibushi. Po przegonieniu napastników, Ibushi wyciągnął rękę do swojego byłego partnera. Omega długo wahał się, ale w końcu obaj wrestlerzy się pojednali. Wkrótce Omega oświadczył, że on i Ibushi są i byli najlepszym tag teamem na świecie. To zwróciło uwagę drużyny Young Bucks (Matt Jackson i Nick Jackson) ze stajni Bullet Club. Obie drużyny zaczęły ze sobą rywalizować, ale 8 czerwca doszli do wniosku, że bardziej opłaca im się współpraca i niedługo potem wszyscy czterej utworzyli stajnię Golden Elite (z ang. Złota Elita).
12 sierpnia 2018 Ibushi doszedł do finału turnieju G1 Climax, ale przegrał z Hiroshi Tanahashi. 9 grudnia zdobył po raz pierwszy NEVER Openweight Championship, pokonując dotychczasowego mistrza Hirooki Gotō. Stracił je 4 stycznia 2019, przegrywając walkę z Willem Ospreayem.
W styczniu 2019 Kenny Omega odszedł z organizacji New Japan Pro-Wrestling, aby skoncentrować swoją działalność na rozwoju amerykańskiej organizacji All Elite Wrestling. W lutym Kōta Ibushi potwierdził, że ich współpraca się skończyła. 7 kwietnia 2019 na Madison Square Garden pokonał Tetsuya Naito w walce o IWGP Intercontinental Championship.
12 sierpnia 2019 Kota wygrał turniej G1 Climax. W finale pokonując lidera Bullet Club Jay white czym samym zapewnił sobie miejsce w main evencie Wrestle Kingdom 14.

## Mistrzostwa i osiągnięcia
- Dramatic Dream Team

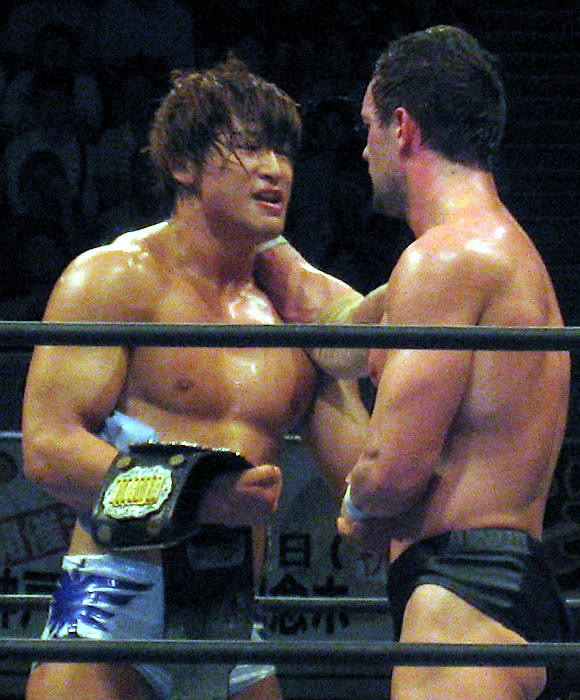
Kōta Ibushi (z lewej) z mistrzostwem IWGP Junior Heavyweight Championship w 2018

  - Independent Junior Heavyweight Championship (1 raz)
  - KO-D Openweight Championship (3 razy)
  - KO-D Six Man Tag Team Championship (2 razy) – z Kenny'm Omegą (2 razy), Daisuke Sasaki (1 raz) i Gota Ihashi (1 raz)
  - KO-D Tag Team Championship (5 razy) z – Daichi Kakimoto (1 raz), Kenny'm Omegą (2 razy), Danshoku Dino (1 raz) i Daisuke Sasaki (1 raz)
- El Dorado Wrestling
  - UWA World Tag Team Championship (1 raz) – z Kagetorą
- Kaiju Big Battel
  - KBB Hashtag Championship (1 raz)
- New Japan Pro-Wrestling
  - IWGP Intercontinental Championship (1 raz)
  - IWGP Junior Heavyweight Championship (3 razy)
  - IWGP Junior Heavyweight Tag Team Championship (1 raz) – z Kenny'm Omegą
  - NEVER Openweight Championship (1 raz)[2]
  - G1 Climax (2019)